# Sammy Snyders
Sam Snyders, meglio noto come Sammy Snyders, (Toronto, ...) è un attore canadese conosciuto per aver interpretato il ruolo di Tom Sawyer nella serie televisiva canadese Huckleberry Finn e i suoi amici, e di Jamie Benjamin nel film horror The Pit (1981).

## Biografia
Nato a Toronto, nell'Ontario, Sammy Snyders ha esordito come attore nel 1977 in un episodio della serie King of Kensington.
Nel 1980 ha recitato nella serie televisiva The Baxters e nella serie televisiva Huckleberry Finn e i suoi amici accanto ad Ian Tracey che interpretava il ruolo di Huckleberry Finn.
Nel 1982, dopo aver recitato in un episodio della serie L'amico Gipsy, si è ritirato dalle scene e in seguito è diventato insegnante di ballo.

## Filmografia
- King of Kensington, nell'episodio "Mary Theresa Is Missing" (1977)
- L'assassino della domenica (Tomorrow Never Comes), regia di Peter Collinson (1978)
- The Baxters (1980-1981) Serie TV
- Canto di Natale (An American Christmas Carol) (1979) Film TV
- Huckleberry Finn e i suoi amici (Huckleberry Finn and His Friends) (1980) Serie TV
- The Last Chase (1981)
- The Pit (1981)
- L'amico Gipsy (The Littlest Hobo), nell'episodio "Happy Birthday Mom" (1982)